# Trebejov
Trebejov (bis 1927 slowakisch auch „Trebajov“; ungarisch Terebő) ist eine Gemeinde im Osten der Slowakei mit 215 Einwohnern (Stand 31. Dezember 2024), die zum Okres Košice-okolie, einem Teil des Košický kraj, gehört.

## Geographie
Die Gemeinde befindet sich im Ostteil des Slowakischen Erzgebirges, am Rande des Teilgebirges Čierna hora, am linken Ufer des Hornád. Das Ortszentrum liegt auf einer Höhe von 240 m n.m. und ist 16 Kilometer von Košice entfernt (Straßenentfernung).
Nachbargemeinden sind Kysak im Westen und Norden, Obišovce im Nordosten, Lemešany (Hauptort und Ortsteil Chabžany) im Osten und Sokoľ im Süden.

## Geschichte

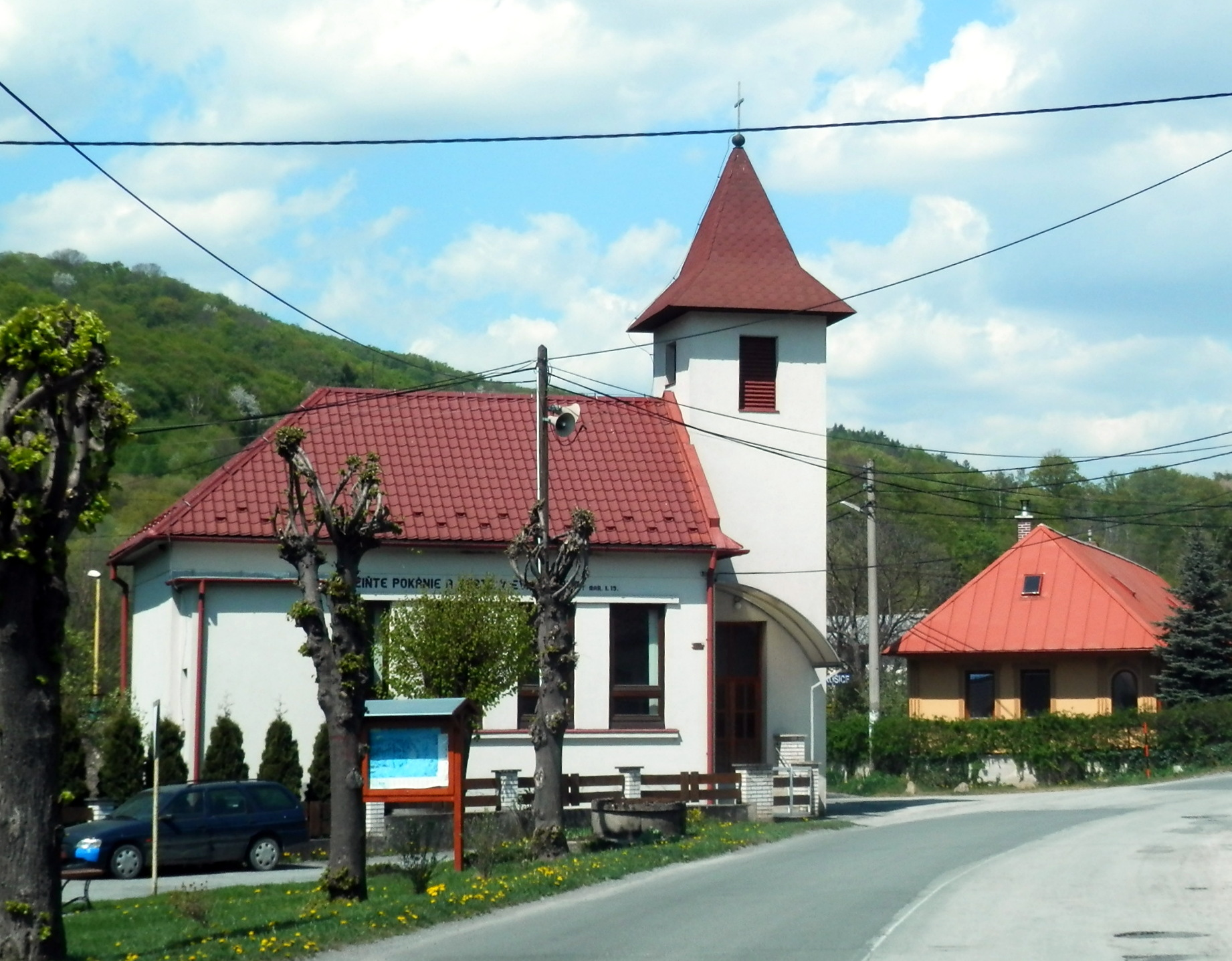
Evangelische Kirche

Trebejov wurde zum ersten Mal 1289 als Terebey schriftlich erwähnt, weitere historische Bezeichnungen sind unter anderen Terebe (1335) und Trebejow (1773). Das Dorf wurde zur Zeit der Ersterwähnung Gut der Propstei von Myšľa, die es von der Familie Aba erhielt. 1427 wurden 12 Porta verzeichnet. Trebejov war im Laufe der Jahrhunderte Besitz der Familien Somosy, Segney (1606), Okolicsányi und Károlyi (1751), im 19. Jahrhundert Újházy und Péchy. 1828 zählte man 28 Häuser und 243 Einwohner, die als Landwirte und Gemüsebauern beschäftigt waren. 1870 wurde beim Ort ein Steinbruch in Betrieb genommen.
Bis 1918/1919 gehörte der im Komitat Sáros liegende Ort zum Königreich Ungarn und kam danach zur Tschechoslowakei beziehungsweise heute Slowakei. 

## Bevölkerung
| Jahr                | 1994 | 2004     | 2014     | 2024    |
| ------------------- | ---- | -------- | -------- | ------- |
| Anzahl der Personen | 130  | 163      | 207      | 215     |
| Unterschied         |      | +25,38 % | +26,99 % | +3,86 % |

| Jahr                | 2023 | 2024    |
| ------------------- | ---- | ------- |
| Anzahl der Personen | 205  | 215     |
| Unterschied         |      | +4,87 % |

Gemäß der Volkszählung 2011 wohnten in Trebejov 199 Einwohner, davon 187 Slowaken, drei Tschechen, zwei Ukrainer und ein Magyare. Ein Einwohner gab eine andere Ethnie an und fünf Einwohner machten keine Angabe zur Ethnie.
74 Einwohner bekannten sich zur römisch-katholischen Kirche, 58 Einwohner zur Evangelischen Kirche A. B., fünf Einwohner zur reformierten Kirche, vier Einwohner zur griechisch-katholischen Kirche sowie jeweils ein Einwohner zu den Brethren und zur orthodoxen Kirche. 39 Einwohner waren konfessionslos und bei 17 Einwohnern wurde die Konfession nicht ermittelt.

## Baudenkmäler
- evangelische Kirche

## Verkehr
Durch Trebejov führt die Straße 3. Ordnung 3390 von Košice nach Obišovce. Der Ort hat eine Haltestelle an der Bahnstrecke Košice–Žilina.